# 9 juni
9 juni är den 160:e dagen på året i den gregorianska kalendern (161:a under skottår). Det återstår 205 dagar av året.

## Återkommande bemärkelsedagar

### Flaggdagar
- Åland: Ålands självstyrelsedag (till minne av Ålands lagtings första sammanträde denna dag 1922)

## Namnsdagar

### I den svenska almanackan
- Nuvarande – Börje och Birger
- Föregående i bokstavsordning
  - Belinda – Namnet infördes på dagens datum 1986, men utgick 1993.
  - Birger – Namnet infördes, vid sidan av Brigida, 1680 på 1 februari, men utgick 1823, till förmån för Maximiliana. 1901 återinfördes det, men då på 21 oktober (till minne av Birger jarl, som dog denna dag 1266). Där fanns det fram till 2001, då det flyttades till dagens datum.
  - Björg – Namnet infördes på dagens datum 1986, men utgick 1993.
  - Börje – Namnet infördes på dagens datum 1901. 1993 flyttades det till 21 oktober, men återfördes 2001 till dagens datum.
  - Felicianus – Namnet fanns, tillsammans med Primus, på dagens datum sedan gammalt, men hade långt före 1901 utgått.
  - Petra – Namnet infördes 1986 på 7 mars. 1993 flyttades det till dagens datum och 2001 till 29 juni.
  - Petronella – Namnet fanns före 1901 på 31 maj, men utgick detta år. 1986 återinfördes det, men då på 7 mars. 1993 flyttades det till dagens datum och 2001 tillbaka till 31 maj.
  - Primus – Namnet fanns, till minne av en romersk martyr från 200-talet, på dagens datum före 1901, då det utgick. Tidigt stod även hans bror Felicianus med, men detta namn utgick långt före 1901.
- Föregående i kronologisk ordning
  - Före 1901 – Primus och Felicianus
  - 1901–1985 – Börje
  - 1986–1992 – Börje, Belinda och Björg
  - 1993–2000 – Petra och Petronella
  - Från 2001 – Börje och Birger
- Källor
  - Brylla, Eva (red.): Namnlängdsboken, Norstedts ordbok, Stockholm, 2000. ISBN 91-7227-204-X
  - af Klintberg, Bengt: Namnen i almanackan, Norstedts ordbok, Stockholm, 2001. ISBN 91-7227-292-9

### Finlandssvenska almanackan
- Nuvarande från 1973[1] – Dag, Daga
- I föregående revideringar[a][2]
  - 1929–1949 – Enzio
  - 1950–1972 – Dag

## Händelser
- 411 f.Kr. – Demokratin i Aten störtas av de oligarkiska extremisterna Antifonte, Theramenes, Peisander och Frynichos i ett försök av oligarkerna att utöva mer kontroll över hur kriget med Sparta och dess allierade förs, genom att ”de fyrahundras råd” bildas. Den atenska sicilienexpeditionens förkrossande nederlag och de därpå följande upproren bland stadens allierade har försvagat de atenska finanserna allvarligt; syftet med denna revolutionära rörelse är att revidera konstitutionen, så att Atens ekonomi skulle skötas bättre. Styret blir dock kortvarigt och ”de fyrahundras råd” sitter endast kvar vid makten i fyra månader.
- 68 – Dagen efter att den romerska senaten har förklarat kejsar Nero vara persona non grata och utsett Galba till hans efterträdare väljer Nero att begå självmord. Han har varit kejsare sedan 54, men hans styre har utmärkt sig för att vara särskilt tyranniskt (enligt en obekräftad legend ska han bland annat muntert ha spelat cittra medan Rom brinner ner 64) och tidigare under året har ett uppror mot honom utbrutit. Han har blivit mer och mer trängd och för att undgå att bli mördad väljer han alltså självmord. Med honom upphör den julio-claudiska dynastin och genom att Galba blir kejsare inleds det så kallade fyrkejsaråret, som varar till slutet av 69, då Vespasianus tar makten.
- 1534 – Den franske upptäcktsresanden Jacques Cartier blir den förste europé som siktar Saint Lawrencefloden i nuvarande Kanada. Han gör också anspråk på området runt floden för den franske kungens räkning. Detta blir grunden för de franska besittningarna i Nordamerika, som kommer att förbli i franska händer i över 200 år (till 1763).
- 1804 – Ludwig van Beethovens tredje symfoni "Eroica" i Ess-dur, opus 55, framförs för första gången vid en privat tillställning.
- 1815 – Wienkongressen, som har pågått sedan september året innan, avslutas. Kongressens syfte är att ”återställa den gamla ordningen” och ordna den europeiska kartan efter den franska revolutionen och Napoleonkrigen, som har varat de senaste 20 åren. Den syftar också till att skapa maktbalans mellan de europeiska stormakterna, så att ingen av dem blir för mäktig på någon annans bekostnad (särskilt att Frankrikes makt efter kejsar Napoleon I:s fall inte ska bli för stor) samt att de gamla furstehus, som har blivit avsatta under Napoleons tid, ska återinsättas. Kongressens slutakt bildar ramverket för den europeiska kartan och stormaktspolitiken under det kommande århundradet och skapar relativt lugn mellan stormakterna fram till första världskrigets utbrott 1914.
- 1934 – Den tecknade Silly Symphonies-kortfilmen Den kloka hönan (engelska: The Wise Little Hen), gjord av animatören Walt Disneys studio, har premiär på amerikanska biografer och i filmen framträder figuren Kalle Anka (engelska: Donald Duck) för första gången (även om han finns nämnd i en sagobok från 1932). Tillsammans med Musse Pigg och Långben blir Kalle Anka sedermera en av Disneys mest kända figurer och dessa tre är än idag (2025) något av ett signum för filmbolaget.
- 1946 – Den thailändske kungen Ananda Mahidol dör (troligtvis mördad) 20 år gammal. Han efterträds på tronen av sin yngre bror Bhumibol Adulyadej som sitter på tronen till sin död den 13 oktober 2016. Med sina 70 år och 126 dagar på tronen är han världens näst längst regerande monark. (Elizabeth II satt 70 år och 214 dagar.)
- 1954 – Hökmarkmeteoritens nedslag, ett av få bevittnade meteoritnedslag i Sverige
- 1969 – Spanien stänger sina gränsportar och skär av alla kommunikationsleder till den brittiska kolonin Gibraltar,[3] som ligger på den spanska sydkusten och har tillhört Storbritannien sedan 1704. Stängningen sker två år efter att en folkomröstning i Gibraltar har visat på starkt stöd för att området ska förbli brittiskt och en dryg vecka efter att britterna har infört ”The Gibraltar Constitution Order” (en sorts egen konstitution för kolonin) den 30 maj. Genom stängningen av gränsportarna försöker Spanien utöva påtryckningar mot britterna, för att de ska återlämna kolonin till Spanien. Detta misslyckas dock och 1982 öppnar spanjorerna delvis och 1985 helt och hållet gränsportarna, som ett villkor för att Spanien ska få bli medlem i Europeiska ekonomiska gemenskapen 1986.
- 2007 – Efter att under 20 månader ha genomfört en resa till Kina i de gamla ostindiefararnas kölvatten återvänder den svenska Ostindiefararen Götheborg till Sverige, då den når fram till Göteborg. Fartyget är en nybyggd kopia av ett gammalt skepp med samma namn, som förliste i Göteborgs hamninlopp 1745 och resan har fått stor uppmärksamhet i både Sverige och Kina. Vid återkomsten mottas fartyget till och med av den svenske kungen Carl XVI Gustaf och Kinas president Hu Jintao, som för skeppets skull har valt att förlägga ett statsbesök till Sverige under sin Europaresa.

## Födda
- 1640 – Leopold I, kung av Ungern från 1655, av Böhmen från 1656 och av Kroatien från 1657 samt tysk-romersk kejsare 1658-1705
- 1686 – Heinrich Ostermann, tysk-rysk politiker
- 1744 – Frans Suell, svensk affärsman
- 1775 – Georg Friedrich Grotefend, tysk språkforskare
- 1781 – George Stephenson, brittisk ingenjör
- 1812 – Johann Gottfried Galle, tysk astronom
- 1836 – Elizabeth Garrett Anderson, brittisk läkare och feminist, Storbritanniens första kvinnliga läkare
- 1843 – Bertha von Suttner, österrikisk författare och pacifist, mottagare av Nobels fredspris 1905
- 1851 – Charles Joseph Bonaparte, amerikansk advokat och politiker, USA:s marinminister 1905–1906 och justitieminister 1906–1909, grundare av USA:s federala polis (FBI)
- 1854 – John F. Shafroth, amerikansk politiker, guvernör i Colorado 1909–1913 och senator för samma delstat 1913–1919
- 1865 – Carl Nielsen, dansk tonsättare
- 1873 – Emmy Albiin, svensk skådespelare
- 1875 – Henry Dale, brittisk fysiolog, mottagare av Nobelpriset i fysiologi eller medicin 1936
- 1885 – John Littlewood, brittisk matematiker
- 1891 – Cole Porter, amerikansk låtskrivare och kompositör
- 1891 – Nils Flyg, svensk kommunistisk politiker och riksdagsman, partiordförande för Sveriges kommunistiska parti 1924–1929 och för Socialistiska partiet 1929-1943
- 1902 – Gunnar Carlsson, svensk förbundssekreterare och socialdemokratisk politiker
- 1906 – Emy Hagman, svensk skådespelare
- 1907 – Olof Widgren, svensk skådespelare
- 1913 – Maud Walter, svensk skådespelare
- 1915 – Les Paul, amerikansk gitarrist, låtskrivare och uppfinnare
- 1916 – Robert McNamara, amerikansk affärsman och politiker, USA:s försvarsminister 1961–1968 och ledare för Världsbanken 1968–1981
- 1917 – Ullastina Rettig, svensk skådespelare
- 1924 – Sinikka Luja-Penttilä, finländsk socialdemokratisk politiker
- 1928 – Bertil Werkström, svensk kyrkoman, biskop i Härnösands stift 1975–1983, biskop i Uppsala ärkestift 1983–1993
- 1930 – Yngve Brodd, fotbollsspelare, OS-brons 1952
- 1933 – Don Young, amerikansk republikansk politiker, kongressledamot 1973–2022
- 1934 – Anders Thunborg, svensk socialdemokratisk politiker, Sveriges FN-ambassadör 1977–1982, försvarsminister 1983–1985 samt ambassadör i Moskva 1986–1989 och i Washington 1989–1993
- 1936 – Åke Lundqvist, svensk skådespelare
- 1943 – Joe Haldeman, amerikansk science fiction-författare
- 1946 – Marie-Louise von Bergmann-Winberg, finlandssvensk statsvetare och professor
- 1948 – Gudrun Schyman, svensk politiker och socionom, partiledare för Vänsterpartiet 1993–2003 samt talesperson för Feministiskt initiativ 2005–2011 och 2013–2019
- 1949 – Ann-Kristin Hedmark, svensk sångare
- 1951
  - James Newton Howard, amerikansk filmmusikkompositör
  - Peter Schildt, svensk regissör, manusförfattare och skådespelare
- 1956 – Patricia Cornwell, amerikansk författare
- 1959 – Maria Persson, svensk barnskådespelare
- 1960 – Eva Dahlgren, svensk sångare, låtskrivare och artist
- 1961 – Michael J. Fox, kanadensisk-amerikansk skådespelare
- 1963 – Johnny Depp, amerikansk skådespelare och musiker
- 1964
  - Peter Sjöquist, svensk röstskådespelare och dialogregissör
  - Martina Haag, svensk skådespelare, krönikör och författare
- 1966
  - Kattis Ahlström, svensk journalist, tv-programledare och generalsekreterare
  - Camilla Søeberg, dansk skådespelare
- 1976 – Isabel Munshi, svensk skådespelare
- 1978
  - Miroslav Klose, tysk fotbollsspelare
  - Matthew Bellamy, brittisk musiker, sångare och kompositör
- 1979 – Stefano Tempesti, italiensk vattenpolomålvakt
- 1981 – Natalie Portman, israelisk-amerikansk skådespelare och modell
- 1986 – Kevin Borg, maltesisk-svensk sångare
- 1987 – Amanda Renberg, svensk skådespelare

## Avlidna
- 68 – Nero, romersk kejsare
- 597 – S:t Columba, abbot, missionär och helgon
- 1441 – Jan van Eyck, flamländsk konstnär
- 1701 – Filip I av Orléans, fransk prins, hertig av Orléans
- 1817 – Théroigne de Méricourt, fransk revolutionär
- 1842 – Outerbridge Horsey, amerikansk federalistisk politiker, senator för Delaware
- 1870 – Charles Dickens, brittisk författare
- 1872
  - Leonhard Fredrik Rääf, svensk författare, folkvisesamlare, fornforskare, godsägare, riksdagsman och statsrevisor, även känd som ”Ydredrotten”
  - James Walter Wall, amerikansk demokratisk politiker, senator för New Jersey
- 1874 – Cochise, nordamerikansk indianhövding, ledare för chiricahuaapacherna
- 1921 – Jennie Jerome Churchill, amerikansk-brittisk societetsdam, mor till brittiske premiärministern Winston Churchill
- 1939 – Owen Moore, amerikansk skådespelare
- 1946 – Ananda Mahidol, kung av Thailand
- 1959 – Adolf Windaus, tysk kemist, mottagare av Nobelpriset i kemi 1928
- 1974 – Miguel Ángel Asturias, guatemalansk diplomat och författare, mottagare av Nobelpriset i litteratur 1967
- 1981 – Colgate Darden, amerikansk demokratisk politiker, guvernör i Virginia
- 1982 – Kalle Schröder, svensk tennisspelare
- 1983 – William M. Tuck, amerikansk demokratisk politiker, guvernör i Virginia
- 1984 – Eric Persson, svensk fotbollsledare
- 1989 – George Wells Beadle, amerikansk genetiker, mottagare av Nobelpriset i fysiologi eller medicin 1958
- 1991 – Claudio Arrau, chilensk pianist
- 1993 – Alexis Smith, kanadensisk skådespelare
- 1995 – Acharya N.G. Ranga, indisk politiker
- 2006 – Bjørn Wiinblad, dansk konstnär
- 2007 – Sembène Ousmane, senegalesisk författare
- 2008 – Olov Norbrink, svensk riksdagsstenograf, chefredaktör och krönikör
- 2012 – Hans Abramson, svensk regissör och manusförfattare
- 2014
  - Rik Mayall, brittisk skådespelare och komiker
  - Bosse Persson, svensk excentriker, grundare av Kalle Anka-partiet
  - Gerd Zacher, tysk kompositör och organist
- 2015 – James Last, tysk orkesterledare, kompositör och musikarrangör
- 2018 – Hans Krondahl, svensk textilkonstnär
- 2022
  - Ewonne Winblad, journalist
  - Matt Zimmerman, skådespelare